# Consejo de Ministros de Honduras de 1839
Consejo de Ministros de 1839 Fue el integrado por varios ministros, después que el presidente provisional Juan Francisco de Molina renunciara a la administración por razones bélicas que teñían el panorama en Honduras. 

## Hechos
El presidente en funciones Juan Francisco de Molina, presentó su renuncia al cargo debido a la derrota el 5 de abril de 1839 de los ejércitos de Nicaragua y Honduras, por las tropas de El Salvador comandadas por el General Unionista Francisco Morazán las cuales eran animadas para invadir Honduras. Tras la renuncia de Molina, quien tomo las riendas de la administración fue el Consejero de la presidencia señor Felipe Neri Medina Valderas Córdova quien al ver la inminente presión renunció a los siguientes dos días, dejando el cargo, sobre el ministro Juan José Alvarado un 15 de abril de 1839; Alvarado, también se vio incapaz y abandono el cargo a favor del Ministro José María Guerrero de Arcos y Molina en calidad de depósito el 27 de abril de 1839 y lo entregó el 10 de agosto, ya que éste tampoco se veía con resultados favorables y es cuando se solicita al vicepresidente electo de Molina, señor Mariano Garrigó que asuma la presidencia que en legal forma le correspondía, por cuanto, Garrigó, no aceptara el ascenso y presenta su renuncia formal junto al Coronel Andrés Brito en su condición de Comandante de Armas de Honduras en fecha 20 de agosto ante la Asamblea Nacional Legislativa, ésta al no ver solución pone fin a las sucesiones y designa nombrar como presidente provisional al Ministro de Guerra General José María Bustillo, ya el 9 de agosto de 1839, se le había solicitado, pero no fue efectiva su ascenso hasta el 20 de agosto; por desgracia en fecha 24 de ese preciso mes las tropas salvadoreñas al mando del General José Trinidad Cabañas entran triunfantes en la capital hondureña Comayagua sin oponer ninguna resistencia. Seguidamente el 27 de agosto Bustillo deja el cargo y se nombran a los ministros Mónico Bueso Soto y Francisco de Aguilar como sucesores interinos, la Asamblea se reúne para resolver la situación y en cesión queda establecida según lo enmarcado en la Constitución del Estado de Honduras de 1839 una elección para presidente, de la que sale designado el General José Francisco Zelaya y Ayes quien al no encontrarse en Comayagua, le es enviado el Decreto Legislativo de Designación Presidencial, convirtiéndose así en el Primer Presidente Constitucional de Honduras en fecha 21 de septiembre de 1839, en un periodo de dos años hasta el 1 de enero de 1841.

## Sucesiones de los Ministros en 1839[2][3]
| Retrato | Ministro                   |             | Periodo                            | Observación                                                            |
| ------- | -------------------------- | ----------- | ---------------------------------- | ---------------------------------------------------------------------- |
|         | Felipe Neri Medina Córdova | (1797-¿?)   | 13-15 de abril de 1839             |                                                                        |
|         | Juan José Alvarado         | (1798-1857) | 15-27 de abril de 1839             |                                                                        |
|         | José María Guerrero        | (¿?-1853)   | 27 abril-10 de agosto de 1839      | (Presidente de Nicaragua, entre 6 de abril de 1847-1 de enero de 1849) |
|         | Mariano Garrigó            | (-)         | 10-20 de agosto de 1839            |                                                                        |
|         | José María Bustillo        | (¿?-1855)   | 20-27 de agosto de 1839            |                                                                        |
|         | Mónico Bueso Soto          | (1810-¿?)   | 27 agosto-21 de septiembre de 1839 |                                                                        |
|         | Francisco de Aguilar       | (1810-¿?)   | 27 agosto-21 de septiembre de 1839 |                                                                        |